# Peptoniphilus ivorii
Peptoniphilus ivorii è una specie di batterio appartenente alla famiglia delle Peptostreptococcaceae.